# Fernand Pairon
Fernand Emile Leonia Pairon (Diest, 1 augustus 1898 - Ekeren, 1 februari 1965) was een Belgisch politicus voor de CVP.

## Levensloop
Beroepshalve wisselagent en groothandelaar werd Pairon voorzitter van de Christen Middenstandsbond (CMB) te Kalmthout in 1931, een mandaat dat hij uitoefende tot 1965. In 1933 werd hij bestuurslid van de CMB Antwerpen. In 1937 verliet hij deze werkgeversorganisatie na een conflict met Joseph De Hasque en Justin Houben van het Nationaal Eenheidsfront van Handel, Ambachten en Kleinnijverheid (NEHAK). Van 1955 tot 1965 was hij daarnaast voorzitter van de NCMW Antwerpen en lid van het nationaal bureau van deze vereniging.
In 1933 werd hij verkozen tot gemeenteraadslid van Kalmthout. In 1947 werd hij schepen en in 1953 burgemeester. Zowel bij de lokale verkiezingen van 1938 en 1946, alsook bij de parlementsverkiezingen van 1949, kwam hij op met een Katholieke scheurlijst. Bij de Verkiezingen van 1950 werd hij opgevist door de CVP en stond hij de twaalfde plaats van de Antwerpse kieslijst voor de Kamer van volksvertegenwoordigers. In 1954 werd hij verkozen tot senator voor het arrondissement Antwerpen en vervulde dit mandaat (evenals het burgemeesterschap) tot aan zijn dood.